# Genzei Nippon
Genzei Nippon (減税日本?   literalmente, «reducción de impuestos Japón») es un partido político regionalista japonés, con sede en la ciudad de Nagoya y liderado por el alcalde de la ciudad, Takashi Kawamura. El partido fue formado por Kawamura el 26 de abril de 2010 y obtuvo brevemente algunos escaños a nivel nacional, antes de fusionarse a nivel nacional con el Partido del Futuro de Japón en noviembre de 2012. El partido mantuvo su identidad local, manteniendo fuerza en la prefectura de Aichi, cuya capital es Nagoya. Al igual que Kawamura, 12 de los 75 asambleístas locales de la ciudad de Nagoya pertenecen al partido.
La formación se fortaleció con disidentes del Partido Democrático de Japón (PDJ) y obtuvo representación en la Dieta Nacional en mayo de 2011, cuando la diputada Yuko Sato abandonó el PDJ.
Otros dos miembros de la Cámara de Representantes pertenecientes al PDJ, Koki Kobayashi y Toshiaki Koizumi, renunciaron para unirse a Genzei Nippon en agosto de 2012. El 31 de agosto, los tres diputados junto con Tomoyuki Taira, que también abandonó el PDJ, formó el bloque "Genzei Nippon-Heian" dentro de la cámara con Koizumi como líder. En octubre de 2012, otros dos diputados Atsushi Kumada y Tomohiko Mizuno, también abandonaron el PDJ y dieron una representación propia dentro de la Dieta como partido propio, al alcanzar el mínimo de cinco diputados para formar un bloque partidista. El 13 de noviembre Taira, quien se mantuvo en una posición independiente alineado a Genzei Nippon, abandonó el bloque y se unió a Minna no To, cambiando el nombre del bloque a "Genzei Nippon".
El 22 de noviembre de 2012, el partido se fusionó a nivel nacional con el Partido Anti-TPP, Cero Nuclear, que se había formado tres días antes, y se renombró como el Partido de Reducción de Impuestos, Anti-TPP, Cero Nuclear. Luego unos días después, el partido se fusionó con el Partido del Futuro de Japón para participar con mayor fuerza en las elecciones generales de diciembre. La representación local del partido se mantuvo intacto, sobre todo en Nagoya.
El partido se enfoca principalmente en la reducción de impuestos a los ciudadanos. También ha mostrado su oposición al uso de la energía nuclear, así como del Acuerdo Transpacífico de Cooperación Económica (TPP).